# Cơ quan Nghiên cứu Hàng không và Vũ trụ Quốc gia Pháp
Cơ quan Nghiên cứu Hàng không và Vũ trụ Quốc gia (tiếng Pháp: Office National d'Études et de Recherches Aérospatiales viết tắt ONERA, tiếng Anh: The French Aerospace Lab) là cơ quan nghiên cứu và phát triển chính thức của Cộng Hòa Pháp về hàng không vũ trụ, quốc phòng, trực thuộc Bộ Quốc phòng (Pháp).
Được thành lập vào năm 1946, cơ quan đã tham gia hỗ trợ phát triển nhiều chương trình hàng không vũ trụ và quốc phòng mang tính bước ngoặt trong những thập kỷ gần đây như Ariane, Rafale, Airbus, Falcon, Concorde cũng như các tên lửa, máy bay trực thăng, động cơ, radar phục vụ cho mục đích quân sự và dân sự.

## Lịch sử
ONERA được thành lập vào năm 1946, ngay sau khi kết thúc Chiến tranh thế giới thứ hai, dưới chỉ thị của bộ trưởng bộ Khí giới Pháp Charles Tillon, với mục đích khôi phục và phát triển ngành công nghiệp hàng không đang ngủ quên của Pháp, vốn yếu thế và bị động trước Đức trong chiến tranh.
Trong những năm 50 và 60, cơ quan đã tham gia nghiên cứu phát triển tích cực những mũi nhọn công nghệ mới ứng dụng cho máy bay trực thăng, tên lửa, động cơ phản lực siêu thanh. Cơ sở vật chất cũng như năng lực nghiên cứu của ONERA đã đặt nền móng ra đời những sản phẩm nổi tiếng như máy bay tiêm kích Mirage, máy bay siêu thanh Concorde, các máy bay của Airbus, tên lửa đẩy Ariane.

## Nhiệm vụ
ONERA thực hiện nghiên cứu cơ bản cho các mục đích ứng dụng, theo sáng kiến của riêng mình hoặc của các cơ quan quốc gia hoặc châu Âu (DGA, CNES, ANR, ESA...). Nó cũng tạo ra các nghiên cứu kỹ thuật theo yêu cầu của ngành hàng không, vũ trụ và quốc phòng. Một số công việc nghiên cứu được tài trợ bởi Ủy ban Châu Âu như Horizon 2020.
Không giống như NASA ở Hoa Kỳ, ONERA không phải là một cơ quan nghiên cứu khoa học vũ trụ và thám hiểm Tuy nhiên, nó thực hiện một loạt nghiên cứu ứng dụng cho các cơ quan vũ trụ như CNES ở Pháp và Cơ quan Vũ trụ châu Âu (ESA), cũng như cho những cơ quan quốc phòng Pháp. ONERA cũng độc lập tiến hành nghiên cứu dài hạn của riêng mình để dự đoán nhu cầu công nghệ trong tương lai. Cơ quan tập trung vào nghiên cứu khoa học, ví dụ như trong khí động học cho các ứng dụng cụ thể trên máy bay, thiết kế các bệ phóng và công nghệ phòng thủ mới, như máy bay không người lái hoặc hệ thống máy bay không người lái (UAS).
ONERA cũng sử dụng khả năng nghiên cứu và đổi mới của mình để hỗ trợ cả ngành công nghiệp Pháp và châu Âu. Trong số các đối tác khách hàng của ONERA, có các công ty lớn trong lĩnh vực như Airbus, Dassault, Thales, được khuyến khích tận dụng chuyên môn của các kỹ sư ONERA và tận dụng các cơ hội trong chuyển giao công nghệ.

## Cơ sở vật chất
ONERA sở hữu một hệ thống ống thổi khí động lớn nhât châu Âu. Hệ thống này được đặt chủ yếu tại khu vực Modane và Fauga-Mauzac. Trong số đó có ống thổi S1MA với công suất 88 MW, là ống thổi loại siêu thanh có công suất lớn nhất thế giới (với số Mach đạt 1). Ngoài ra, ONERA cũng sở hữu những thiết bị thí nghiệm và đo lường, băng thử và các siêu máy tính phục vụ cho công tác nghiên cứu hàng không .

## Các trung tâm
Các hoạt động nghiên cứu của ONERA được phân bố trên 8 trung tâm thuộc lãnh thổ Pháp, bao gồm:
- Trung tâm Palaiseau: vốn là thành lũy quân sự cũ trước thế kỷ XX, nay là nơi đặt trụ sở chính của ONERA.
- Trung tâm Châtillon.
- Trung tâm Meudon, được công nhận là di sản thế giới UNESCO vào năm 2002.
- Trung tâm Lille.
- Trung tâm Toulouse.
- Trung tâm Fauga-Mauzac
- Trung tâm Salon-de-Provence.
- Trung tâm Modane-Avrieux.